# Michèle Verly
Michèle Verly (19 de julio de 1909–3 de marzo de 1952) fue una actriz teatral y cinematográfica de nacionalidad francesa.

## Biografía
Nacida en París, Francia, su verdadero nombre era Michèle Armande Houillon. 
Fue directora del Teatro Gramont, en París, desde agosto de 1945 hasta su muerte.
Falleció en 1952, en el siniestro aéreo sufrido por un aparato SNCASE SE.161 Languedoc de Air France en el Aeropuerto Internacional de Niza-Costa Azul. Fue enterrada en el Cementerio des Batignolles, en París. En el accidente también fallecieron la actriz Lise Topart y la bailarina Harriet Toby.

## Filmografía
- 1926 : La Tournée Farigoule, de Marcel Manchez
- 1927 : Belphégor, de Henri Desfontaines
- 1927 : La Grande Épreuve, de Alexandre Ryder y André Dugès
- 1927 : La Madone des sleepings, de Marco de Gastyne y Maurice Gleize
- 1927 : Le Passager, de Jacques de Baroncelli
- 1928 : La Symphonie pathétique, de Henri Étiévant y Mario Nalpas
- 1929 : Monte Cristo, de Henri Fescourt
- 1929 : Fécondité, de Henri Étiévant y Nicolas Evreïnoff
- 1929 : La Maison des hommes vivants, de Marcel Dumont
- 1929 : Les Taciturnes, de Jacques de Casembroot
- 1931 : Nos maîtres les domestiques, de Grantham Hayes
- 1932 : La Petite Chocolatière, de Marc Allégret
- 1932 : Le Chien qui parle, de Robert Rips
- 1934 : La Châtelaine du Liban, de Jean Epstein
- 1934 : Votre sourire, de Monty Banks y Pierre Caron
- 1935 : Mon curé fait des miracles, de Albert Depondt
- 1936 : La Belle Équipe, de Julien Duvivier
- 1939 : L'Embuscade, de Fernand Rivers

## Teatro
Actriz
- 1935 : Margot, de Édouard Bourdet, escenografía de Pierre Fresnay, Théâtre Marigny
- 1949 : Les Bonnes Cartes, de Marcel Thiébaut, escenografía de Pierre Bertin, Théâtre Gramont
- 1950 : Va faire un tour au bois, de Roger Dornès, escenografía de Roland Piétri, Théâtre Gramont

Directora
- 1948 : La Ligne de chance, de Albert Husson, Théâtre Gramont
- 1950 : Mon ami le cambrioleur, de André Haguet, Théâtre Gramont